# Джаникли, Нуреттин
Нуреттин Джаникли (тур. Nurettin Canikli; род. 15 мая 1960, Алуджра, Гиресун) — турецкий политический деятель. Бывший министр национальной обороны Турции и член парламента Гиресуна от правящей Партии справедливости и развития. Ранее он также занимал должности вице-премьера Турции и министра таможни и торговли Турции.

## Биография

#### Ранняя жизнь и карьера
После окончания İmam Hatip school в Гиресуне изучал экономику в Анкарском университете, получив степень бакалавра. Получил степень магистра финансов в Шеффилдском университете в Великобритании.
Нуреттин Джаникли работал на различных должностях в министерстве финансов, а также с 1997 по 2002 год работал обозревателем в ежедневной турецкой газете Yeni Şafak.

#### Партия справедливости и развития
Джаникли является членом совета учредителей Партии Партии справедливости и развития и был избран членом парламента провинции Гиресун на парламентских выборах 3 ноября 2002 года. Был депутатом от провинции Гиресун в 22-м, 23-м и 24-м созывах. На парламентских выборах 2007 и 2011 годов он заполучил место в Великом национальном собрании Турции. 29 августа 2014 года Джаникли был назначен министром таможни и торговли в кабинете Ахмета Давутоглу.

#### Личная жизнь
Джаникли женат, имеет четверых детей.